# Base de la Fuerza Aérea Pope
Pope AFB es un lugar designado por el censo es la Base de la Fuerza Aérea Pope, ubicada en el Condado de Cumberland y en el estado estadounidense de Carolina del Norte.

## Localidades adyacentes
El siguiente diagrama muestra a las localidades en un radio de 24 kilómetros (14,9 mi) de Pope AFB.